# Hwang Min-hyun
Hwang Min-hyun (hangul: 황민현, nascido em 9 de agosto de 1995), mais frequentemente creditado na carreira musical apenas como Minhyun (hangul: 민현) é um cantor e ator sul-coreano. Ele estreou em 2012 como vocalista do grupo masculino NU'EST.
Em 2017, o NU'EST interrompeu todas as promoções, uma vez que quatro dos cinco membros, incluindo Minhyun, participaram do programa de sobrevivência Produce 101 Season 2. No final do programa, ele ficou em 9º lugar e tornou-se oficialmente um dos 11 membros do Wanna One, tornando-se, posteriormente, membro inativo do NU'EST até que Wanna One se separe em dezembro de 2018.

## Vida pessoal
Minhyun é alérgico a sal e teria uma reação alérgica ao seu próprio suor e provocaria erupção cutânea.
Minhyun é fã do TVXQ, especialmente Xiah Junsu, e sonhou em se tornar um cantor por causa deles.

## Carreira

### Pré-estreia
Minhyun tornou-se um aprendiz da Pledis através de uma audição. Ele ganhou mais atenção depois que ele apareceu no vídeo musical Shanghai Romance do Orange Caramel.
Antes da estreia, Minhyun fez numerosas aparições nos lançamentos de música de seus parceiros de gravadora como membro do Pledis Boys. Ele foi um dançarino de apoio para Wonder Boy do A.S. Blue e também apareceu no lançamento de natal do Happy Pledis, Love Letter.

### NU'EST
Em 15 de março de 2012, Minhyun estreou como membro do NU'EST.
Minhyun e Ren estavam ganhando atenção desde a sua estreia por causa de suas alturas e aparência. Eles apareceram na "F/W 2012-2013 Seoul Fashion Week" como os modelos para o desfile de moda do Park Yoon Soo, mais conhecido como "Big Park".
Em 2016, Pledis lançou um vídeo musical para Daybreak, dueto de Minhyun e JR. O single faz parte do quinto miniálbum do NU'EST.

### Produce 101
Em 2017, a NU'EST interrompeu todas as promoções desde que JR, Baekho, Minhyun e Ren participaram da versão masculina do Produce 101 (Season 2).
No terceiro episódio, ele foi elogiado após performar Sorry Sorry. No desafio baseado em posição, ele performou o Downpour do I.O.I e a visão de seu fancam atingiu 1 milhão em três dias. Na avaliação do conceito, ele é o centro da equipe NEVER, que foi o primeiro nos diferentes gráficos de música.
No episódio final do show, ficou em 9º, chegando ao time de estreia final Wanna One.

## Discografia

### Composição
A Korea Music Copyright Association possui seis músicas listadas sob o nome dele.
| Ano  | Artista | Álbum  | Música                                      | Parte          | Notas                                                          |
| 2016 | NU'EST  | Q is   | 사실 말야                                   | Letra          | Letra com JR, Baekho Música com Baekho                         |
| 2016 | NU'EST  | CANVAS | Daybreak                                    | Letra          | Letra com JR                                                   |
| 2016 | NU'EST  | CANVAS | R.L.T.L (Real Love True Love) (one morning) | Letra          | Letra com JR e Baekho                                          |
| 2016 | NU'EST  | CANVAS | Love Paint (every afternoon)                | Letra          | Todos os membros do NU'EST participaram da composição da letra |
| 2016 | NU'EST  | CANVAS | Thank You (evening by evening)              | Letra e música | Composta por Minhyun                                           |
| 2016 | NU'EST  | CANVAS | Look (a starlight night)                    | Letra          | Letra com JR Música com Baekho                                 |

### Aparições em trilhas sonoras
| Ano  | Artista                   | Título                 | Posição nas paradas | Álbum                  | Notas                              |
| Ano  | Artista                   | Título                 | KOR (Gaon)          | Álbum                  | Notas                              |
| ---- | ------------------------- | ---------------------- | ------------------- | ---------------------- | ---------------------------------- |
| 2011 | Son Dam-bi & After School | LOVE LETTER            | Not in chart        | Happy Pledis 2nd Album | Feat. Ara, Hyelim, Minhyun, DongHo |
| 2015 | FROMM                     | 후유증/Aftermath       | Not in chart        | —                      | Feat. Minhyun                      |
| 2016 | Minhyun and Joshua        | Overcome Acoustic ver. | —                   | —                      | special rendition - Q Project      |
| 2017 | Nation's Sons             | Never                  | 2                   | 35 Boys 5 Concepts     | Como concorrente do Produce 101    |

## Filmografia

### Dramas e filmes
| Ano  | Título          | Tipo          | Notas                      |
| ---- | --------------- | ------------- | -------------------------- |
| 2013 | Reckless Family | Sitcom        | Regular cast in Season 3   |
| 2014 | Momo Salon      | Web Drama     |                            |
| 2014 | Lovers of Music | Drama         | Cameo, Episode 10          |
| 2016 | Their Distance  | Japanese Film | Main cast; with JR and Ren |

### Aparições em vídeos musicais
| Ano  | Artista                   | Título                            | Notas                              |
| ---- | ------------------------- | --------------------------------- | ---------------------------------- |
| 2011 | Orange Caramel            | Shanghai Romance                  |                                    |
| 2011 | A.S.Blue                  | Wonder Boy                        |                                    |
| 2011 | Son Dam-bi & After School | LOVE LETTER                       | Feat. Ara, Hyelim, Minhyun, Baekho |
| 2012 | Happy Pledis              | LOVE LETTER(PLEDIS BOYS VERSION!) |                                    |